# Landes et étangs de Haute-Lusace
La région des Landes et étangs de Haute-Lusace (Oberlausitzer Heide- und Teichgebiet) est un macrogéochore en Haute-Lusace, dans l'est de la Saxe en Allemagne. Il fait partie de la région naturelle des Landes de Saxe et de Basse-Lusace. 

## Géographie
La zone recouvre 1102,52 km2. Elle s'étend sur une largeur de 60 km entre la ligne Wittichenau-Kamenz à l'ouest jusqu'à la rivière Neiße à l'est et sur une longueur de 15 à 20 km entre les mésochores de campagne de Haute-Lusace et Haute-Lusace orientale au sud et la lande de Muskau et le bassin minier de Haute-Lusace au nord.
Elle s'étend en grande partie sur l'arrondissement de Görlitz et déborde un peu sur l'arrondissement de Bautzen, tous deux situés dans le district de Dresde. Elle inclut la réserve de biosphère de landes et d'étangs de Haute-Lusace.
Près de dix pour cent de la superficie est constituée des 355 étangs. C'est la plus grande région stagnustre exploitée économiquement en Allemagne. On y pêche notamment des carpes.
La végétation naturelle potentielle est faite de boulaie, de chênaie et de pinède et dans les zones humides d'aulnaie et de frênaie.

## Géologie
Cette zone fait partie d'une vallée proglaciaire de la glaciation saalienne. Elle alterne entre des petites rides ou dorsales aplaties de sables alluvionnaires d'une épaisseur de 130 à 150 mètres au-dessus des nappes phréatiques qui alternent avec des dépressions qui représentent le lit de la vallée. Entre ces faibles différences d'altitude se forment de nombreuses terrasses alluviales. Les zones sèches alternent avec des zones plus humides voire marécageuses.

## Subdivisions géochoriques
Le macrogéochore des Landes et étangs de Haute-Lusace est divisé en onze mésogéchores.
| Nom allemand                           | Nom français                                     | Superficie (en km2) | Arrondissement |
| -------------------------------------- | ------------------------------------------------ | ------------------- | -------------- |
| Hoyerswerdaer Elsteraue                | Marais de l'Elster à Hoyerswerda                 | 044,55              | Bautzen        |
| Kamenz-Neschwitzer Auen und Terrassen  | Terrasses et marais de Kamenz-Neschwitz          | 129,33              | Bautzen        |
| Großdubrauer Flachrücken und Terrassen | Terrasses et dorsales plates de Großdubrau       | 116,19              | Bautzen        |
| Uhyster Heideland                      | Landes de Uhyst                                  | 056,76              | Görlitz        |
| Klixer Niederung                       | Plaine de Klix                                   | 058,14              | Bautzen        |
| Daubaner Teich- und Heideland          | Étangs et landes de Dauban                       | 087,81              | Görlitz        |
| Mückaer Heideland                      | Landes de Mücka                                  | 090,36              | Görlitz        |
| Hügelland der Hohen Dubrau             | Collines de Hohen Dubrau                         | 133,84              | Görlitz        |
| Nieskyer Moränenland                   | Pays morainique de Niesky                        | 091,63              | Görlitz        |
| Rothenburger Auen- und Heideland       | Landes et marais de Rothenbourg                  | 235,83              | Görlitz        |
| Platten und Rücken am Klosterwasser    | Plateaux et dorsales le long de la Klosterwasser | 058,08              | Bautzen        |